# Димитър Хаджидимиев
Димитър Петров Хаджидимиев е български военен юрист, генерал-майор, участник в Балканската (1912 – 1913) и Междусъюзническата война (1913), председател на съда на 5-а пехотна дунавска дивизия през Първата световна война (1915 – 1918).

## Биография
Димитър Хаджидимиев е роден на 30 декември 1873 г. в Горна Оряховица, Княжество България. През 1893 г. завършва в 15-и випуск на Военното на Негово Княжеско Височество училище и на 2 август 1893 е произведен в чин подпоручик, на 2 август 1896 в чин поручик, от 1904 е капитан и от 1910 г. в чин майор.
Взема участие в Балканската (1912 – 1913) и Междусъюзническата война (1913), като след края на войните на 18 декември 1913 е произведен в чин подполковник.
През Първата световна война (1915 – 1918) подполковник Хаджидимиев служи като председател на съда на 5-а пехотна дунавска дивизия, за която служба „за бойни отличия и заслуги във войната“ съгласно заповед №679 от 1917 е награден с Орден „Св. Александър“ IV степен с мечове по средата. На 13 март 1917 е произведен в чин полковник. Същата година излиза „Коментар на военно-наказателния закон“ на издателство „Военен журнал“, чийто съставител е полковник Хаджидимиев. На 27 октомври 1919 г. е уволнен от служба.
По време на военната си кариера Димитър Хаджидимиев служи като председател на Русенския военен съд, като началник на военния съд на Бургаския укрепен пункт и като главен военен прокурор.
На 8 май 1935 г. е произведен в чин генерал-майор. Автор в на множество статии на военно-юридическа тематика.

## Семейство
Генерал-майор Димитър Хаджидимиев е баща на артилерийскя капитан Ивайло Хаджидимиев.

## Военни звания
- Подпоручик (2 август 1893)
- Поручик (2 август 1896)
- Капитан (1904)
- Майор (1910)
- Подполковник (18 декември 1913)
- Полковник (13 март 1917)
- Генерал-майор (8 май 1935)

## Образование
- Военно на Негово Княжеско Височество училище (до 1893)
- Военна академия

## Награди
- Орден „Св. Александър“ IV степен с мечове по средата (1917)